# Los tejedores de cabellos
Los tejedores de cabellos —originalmente en alemán: Die Haarteppichknüpfer— es una novela de ciencia ficción escrita por el alemán Andreas Eschbach y publicada por primera vez en 1995. A través de una serie de historias cortas, la narración presenta los misterios tras las llamadas alfombras de cabellos, piezas de arte confeccionadas con cabellos humanos y destinadas a adornar el palacio de un lejano y divino emperador.
La novela ha obtenido diversos premios europeos, entre ellos el Grand Prix de l'Imaginaire, y ha sido traducida a más de 6 idiomas, incluyendo el francés, español e inglés. La primera edición en español fue publicada en España por la editorial Bibliópolis en junio de 2004. En Estados Unidos fue publicada en abril del 2005 por Tor Books con el título The Carpet Makers, y un prólogo escrito por Orson Scott Card.

## Contexto
La novela está basada en el cuento del mismo nombre publicado originalmente en diciembre de 1985 en la revista alemana Flugasche, y se corresponde íntegramente con el primer capítulo del libro.

## Premios
- 1996 — Premio alemán de ciencia ficción a la mejor novela.[3]
- 2000 — Premio Bob-Morane (Francia) a la mejor novela extranjera.[4]
- 2000 — Prix Ozone (Francia) a la mejor novela de fantasía extranjera.[5]
- 2001 — Grand Prix de l'Imaginaire (Francia) a la mejor novela extranjera.[5]
- 2002 — Premio Italia a la mejor novela internacional.[5]
- 2005 — Premio Ignotus (España) a la mejor novela extranjera.[5]

## Obras relacionadas
En el año 2001 Eschbach publicó Quest, una space opera ambientada en el mismo universo de Los tejedores de cabellos, miles de años antes de los hechos narrados en esta última. Fue publicada en francés el año 2002 con el título Kwest.
Eschbach también ha comentado que planea continuar escribiendo historias situadas en este mismo universo.